# Зантария, Владимир Константинович
Владимир Константинович Зантария (Зантариа) (абх. Занҭариа Владимир Константин-иԥа; род. 27 сентября 1953, Тамыш, Очамчырский район) — абхазский государственный деятель, писатель и переводчик, депутат Верховного совета Республики Абхазия (1991—1996), член правительства и министр культуры Абхазии (1999—2001), вице-премьер Абхазии, литератор, член Союза писателей и Союза журналистов Абхазии, действительный член Академии наук Абхазии, председатель Ассоциации писателей Абхазии.

## Биография
Родился 27 сентября 1953 года в селе Тамыш в абхазской семье. Окончил среднюю школу.
С 1971 по 1975 годы обучался на филологическом факультете Сухумского государственного педагогического института, а с 1976 по 1999 годы работал корреспондентом национальной газеты «Апсны Капш» и «Абхазского радио», главный редактор абхазского телевидения, председатель Абхазской гостелерадиокомпании, секретарь правления Союза писателей Абхазии.
С 1991 по 1996 годы был избран депутатом Верховного Совета — парламента Республики Абхазия, а также председателем Фонда культуры Абхазии. В 1994 году был участником круиза писателей мира по странам Чёрного, Эгейского и Средиземного морей на греческом теплоходе «Ренессанс».
С 1999 по 2001 годы был министром культуры Республики Абхазия, а с 2001 года — вице-премьер в правительстве Абхазии.
В 2000 году был руководителем абхазской делегации на IV Международном театральном фестивале в городе Пловдиве (Болгария).
Работает заведующим отделом Абхазского института гуманитарных исследований им. Гулия, доктор филологических наук.
Является переводчиком на абхазский язык ряда документов (конвенций) по правам человека. Автор ряда телевизионных передач и документальных фильмов.
В ноябре 2024 года на внеочередном съезде Ассоциации писателей Абхазии Владимир Зантария избран председателем Ассоциации.

## Семья
Женат, трое детей.